# Szöuli Világbajnoki Stadion
A Szöuli Világbajnoki Stadion egy labdarúgó sportlétesítmény Szöulban, Dél-Koreában. Szangnam Stadion néven is ismert. Eredetileg a 2002-es labdarúgó-világbajnokságra épült és 2001. november 20-án nyitották meg. Két csoportmérkőzést és az egyik elődöntőt rendezték itt. Befogadóképessége 66704 fő, amivel a második legnagyobb stadionnak számít Dél-Koreában a Szöuli Olimpiai Stadion után. Az FC Szöul és a Dél-koreai válogatott otthona. A 2017-es U17-es világbajnokság döntőjét is itt rendezték. 

## Események

### 2002-es labdarúgó-világbajnokság
| Dátum            | Pályaválasztó | Eredmény | Vendég      | Forduló   |
| ---------------- | ------------- | -------- | ----------- | --------- |
| 2002. május 31.  | Franciaország | 0 – 1    | Szenegál    | A csoport |
| 2002. június 13. | Törökország   | 3 – 0    | Kína        | C csoport |
| 2002. június 25. | Dél-Korea     | 0 – 1    | Németország | Elődöntő  |

### 2007-es U17-es labdarúgó-világbajnokság
| Dátum               | Pályaválasztó | Eredmény      | Vendég      | Forduló       |
| ------------------- | ------------- | ------------- | ----------- | ------------- |
| 2007. szeptember 9. | Ghána         | 1 – 2         | Németország | Bronzmérkőzés |
| 2007. szeptember 9. | Spanyolország | 0 – 0 (0 – 3) | Nigéria     | Döntő         |

### 2013-as AFC-bajnokok ligája döntő
| Dátum             | Pályaválasztó | Eredmény | Vendég               | Forduló | Nézőszám |
| ----------------- | ------------- | -------- | -------------------- | ------- | -------- |
| 2013. október 26. | FC Szöul      | 2 – 2    | Kuangcsou Evergrande | Döntő   | 55501    |